# Senna lechriosperma
Senna lechriosperma är en ärtväxtart som beskrevs av Howard Samuel Irwin och Rupert Charles Barneby. Senna lechriosperma ingår i släktet sennor, och familjen ärtväxter. Inga underarter finns listade i Catalogue of Life.